# 阿儿思兰海牙
阿儿思兰海牙（?—?），元朝大臣，又作阿儿思兰，畏兀儿人，元文宗时中书平章政事。
元成宗大德元年（1297年），担任江南行台御史。大德八年（1304年），进南台经历。元泰定帝即位，历任江南行台御史中丞、淮西道肃政廉访使，天历元年（1328年）转任江南行台御史大夫。天历二年（1329年）入朝担任太子詹事，升任中书平章政事。元文宗驾崩，受遗诏和别不花等六人共议国政。